# لینکنهایم-هوخشتتن
لینکنهایم-هوخشتتن (به آلمانی: Linkenheim-Hochstetten) یک شهر در آلمان است که در کارلسروهه واقع شده‌است. لینکنهایم-هوخشتتن ۱۱٬۷۵۹ نفر جمعیت دارد.

## خواهرخوانده
شهرهای گرودیتس و Jarny خواهرخوانده‌های لینکنهایم-هوخشتتن هستند.